# Аеродром Цирих
Међународни аеродром Цирих (раније познат као аеродром Цирих-Клотен; : , :), познат и као аеродром Клотен, је међународни аеродром 13 километара северно од центра Цирихa, у општинама Клотен, Римланг, Оберглат, Винкел и Опфикон, у кантону Цирих, Швајцарска.
Највећи је од свих швајцарских аеродрома не само по површини, него исто по броју путника. 2018. године кроз аеродром је прошло 31 милиона путника.
На аеродром су смештене базе Свис интернашонал ерлајнс-а и његове подружнице, Еделвајсер-а. Аеродром је и чвориште за Хелветик ервејз и Вуелинг.

## Историјат
Први аеродром у Цириху је изграђен 1921. године, али је он ускоро био превазиђен. Стога је 1948. године отворен садашњи аеродром. Интензиван развој аеродрома почиње од 1980-их година.
У 2003. години на аеродрому Цирих је завршен пројекат великог ширења инфраструктуре: ново паркиралиште, нови терминал и подземна железница. Данас је аеродром Цирих најсавремени већи аеродром у Швајцарској.
Постоји неколико начина приступа аеродрому. Подземна железничка станица је повезана са Цирихом и другим швајцарским градовима. Ауто-пут А11 је модеран ауто-пут који спаја Цирих и аеродром.

## Авио-компаније и дестинације
- Адрија ервејз (Љубљана)
- Аерофлот (Москва-Шереметјево)
- Алиталија
  - операција управља Алиталија Експрес (Милано-Малпенса)
- Американ ерлајнс (Далас/Форт Ворт [прекид 28. октобра 2007.], Њујорк-ЏФК)
- Бритиш ервејз (Лондон-Гетвик, Лондон-Хитроу)
  - операција управља БА СитиФлајер (Лондон-Град)
- Булгарија ер (Софија)
- Делта ер лајнс (Атланта)
- Еделвеис ер (Агадир, Алгхеро, Бодрум, Бургас, Варадеро, Варна, Гран Канарија, Ђерба, Закинтос, Занзибар, Ибиза, Ираклион, Јерез, Калигари, Канкун, Коломбо, Кос, Крф, Ланзарот, Ларнака, Лесбос, Луксор, Мале, Мајорка, Маракеш, Миконос, Минорка, Момбаса, Монастир, Монтего Беј, Олбиа, Палма де Мајорка, Пукет, Приштина, Пуерто Плата, Пунта Кана, Родос, Салвадор де Бахиа, Самос, Санторини, Скиатос, Солун, Тенерифе, Фаро, Форталеза, Фуертевентура, Холгуин, Хургада, Шарм ел Шеик)
- Ел Ал (Тел Авив)
- Емирати (Дубаи)
- ерБалтик (Вилњус, Рига)

- Ер Лингус (Даблин)
- Ер Канада (Торонто-Пирсон)
- Ер Малта (Малта)
- Ер Маурицијус (Маурицијус)
- Ер Франс (Лион)
  - операција управља СитиЏет (Лондон-Град, Париз-Шарл де Гол)
- Иберија (Мадрид)
- Изиџет (Лондон-Лутон) [од 18. септембра 2007.]
- Јукрејнијан интернашонал (Кијев-Бориспил)
- Јунајтед ерлајнс (Вашингтон-Далес)
- Катар ервејз (Доха)
- КЛМ (Амстердам)
- Коријен ер (Сеул-Инчеон)
- Кроација ерлајнс (Дубровник, Задар, Загреб, Пула, Сплит)
- ЛОТ Полиш ерлајнс (Варшава)
- Луфтханза (Берлин-Тегел, Диселдорф, Минхен, Франкфурт, Хамбург)
- MAT Македонски авио транспорт (Охрид, Скопље)
- Малезија ерлајнс (Куала Лумпур)
- Монтенегро ерлајнс (Подгорица)
- Норвешки ер шатл (Осло)
- Онур ер (Анталија, Измир, Истанбул-Ататурк)
- Остријан ерлајнс (Беч)
- Остфриесише луфтранспорт (Бремен)
- Пегасус ерлајнс (Анталија, Истанбул-Сабих Гокчен)
- Робин Худ авијација (Грац)
- Ројал ер Марок (Казабланка)
- Ројал Џордејнијен (Аман)
- Росија (Санкт Петербург)
- Сајпрус ервејз (Ларнака)
- Сајрус ерлајнс (Дресден, Салцбург)

- СанЕкспрес (Анталија)
- Свис интернашонал ерлајнс (Амстердам, Атина, Бангкок-Суварнабуми, Барцелона, Београд-Никола Тесла, Берлин-Тегел, Беч, Бостон, Брисел, Будимпешта, Букурешт-Отопени, Валенција, Даблин, Дар ес Салам, Делхи [од 25. новембра 2007.], Дуала, Дубаи, Ер Ријад, Женева, Истанбул-Ататурк, Јаоунде, Јоханезбург, Каиро, Копенхаген, Лисабон, Лондон-Хитроу, Лос Анђелес, Мадрид, Малабо, Малага, Мијами, Милано-Малпенса, Монтреал, Москва-Шереметјево, Мумбај, Минхен, Мускат, Најроби, Ница, Њујорк-ЏФК, Палма де Мајорка, Париз-Шарл де Гол, Рим-Леонардо да Винчи, Сантијаго де Чиле, Сао Пауло-Гуарулхос, Сингапур, Солун, Стокхолм-Арланда, Тел Авив, Токио-Нарита, Триполи, Франкфурт, Хамбург, Хановер, Хонгконг, Чикаго-О'Хара, Џеда, Шангај-Пудонг [од 30. марта 2008.])
  - Свис Јуропијен ерлајнс (Амстердам, Базел/Милуз, Бирмингем, Брисел, Варшава, Венеција, Диселдорф, Женева, Копенхаген, Лондон-Град, Луксембург, Манчестер, Милано-Малпенса, Минхен, Ница, Нирнбург, Париз-Шарл де Гол, Франкфурт, Хамбург, Хановер, Штутгарт)
  - Свис интернашонал ерлајнс операција управља ПриватЕр (Њуарк)
  - Свис интернашонал ерлајнс операција управља Сајрус ерлајнс (Праг)
  - Свис интернашонал ерлајнс операција управља Хелветик ервејз (Будимпеша, Манчестер)
- Сингапур ерлајнс (Сингапур)
- Сити ерлајн (Гетебург-Ландветер)
- Скандинејвијан ерлајнс систем (Копенхаген, Осло, Стокхолм-Арланда)
- ТАП Португал (Лисабон, Опорто)
- Тај ервејз интернашонал (Бангкок-Суварнабуми)
- ТУИфлај (Ираклион)
- Теркиш ерлајнс (Анкара, Истанбул-Ататурк)
- Финер (Хелсинки)
- Фри берд ерлајнс (Анталија)
- Хелветик ервејз (Агадир, Аликант, Бриндиси, Катаниа, Ламезиа Терме, Маракеш, Монастир, Палермо, Скопље, Валенција)
- ЧСА (Праг)
- Џерманвингс (Келн/Бон)